# Fagradalsfjall
Fagradalsfjall (wymowa: [ˈfaɣratalsˌfjatl̥]) – masyw górski pochodzenia wulkanicznego na półwyspie Reykjanes w południowo-zachodniej Islandii, około 8 km na północny wschód od miejscowości Grindavík (gmina Grindavíkurbær). Najwyższy szczyt w obrębie masywu, Langhóll, osiąga wysokość 385 m n.p.m. Drugi wyróżniający się szczyt to Stóri-Hrútur o wysokości 353 m n.p.m. Fagradalsfjall wchodzi w skład systemu wulkanicznego Krýsuvík-Trölladyngja. Niekiedy bywa jednak klasyfikowany jako odrębny system wulkaniczny.
Nazwa masywu oznacza w języku islandzkim „górę w pięknej dolinie”.

## Katastrofa lotnicza w 1943 roku

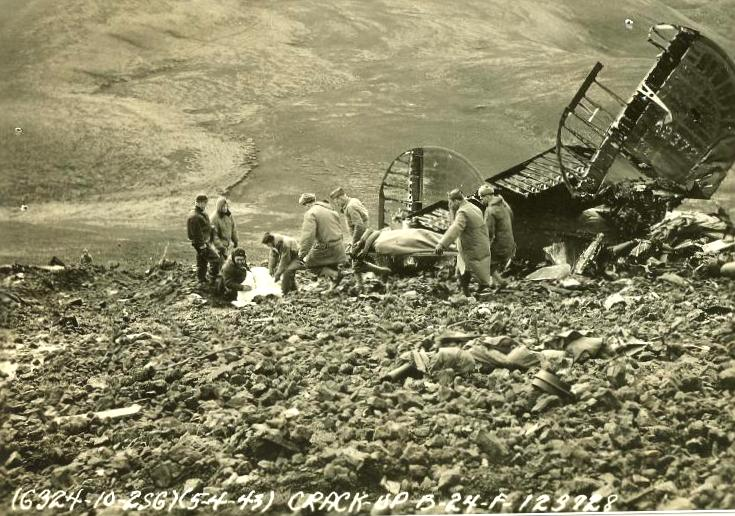
Ofiary wydobywane z wraku samolotu na Fagradalsfjall w 1943 roku

W 1943 na Fagradalsfjall rozbił się amerykański samolot bombowy B-24 Liberator. W katastrofie zginęło 14 osób, w tym generał Sił Powietrznych Armii Stanów Zjednoczonych Frank Andrews.

## Erupcja w 2021 roku

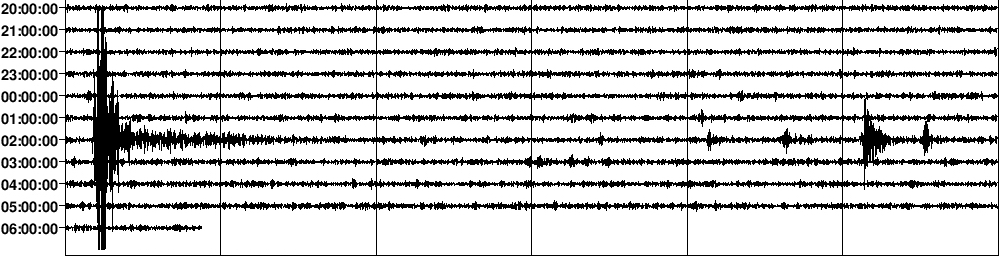
Sejsmogram wstrząsu z 7 marca 2021 roku

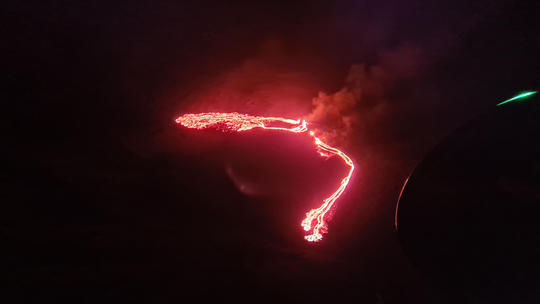
Pierwsze zdjęcia z erupcji 19 marca 2021 roku

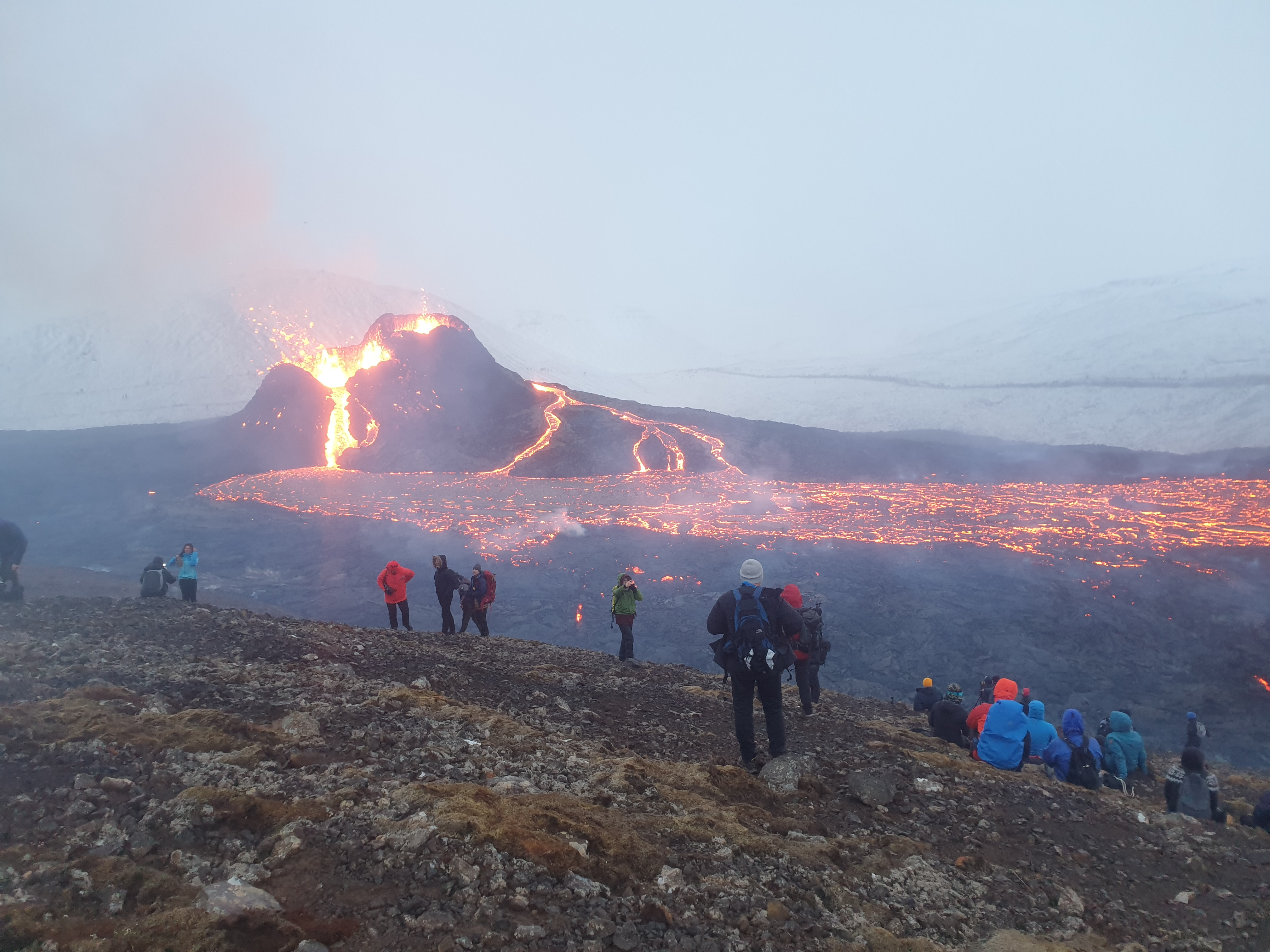
Turyści przy pierwszym kraterze w dolinie Geldingadalir

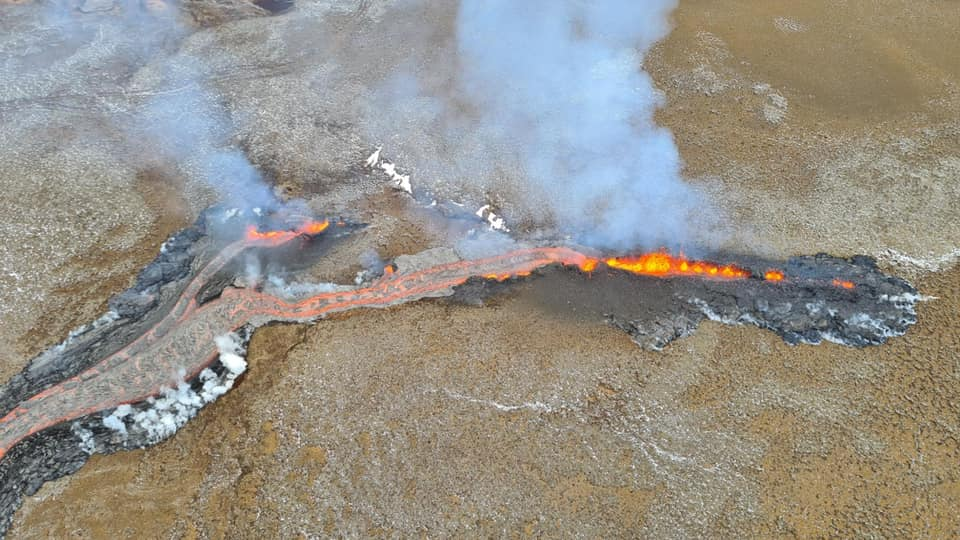
Wypływ lawy z nowej szczeliny 5 kwietnia 2021 roku

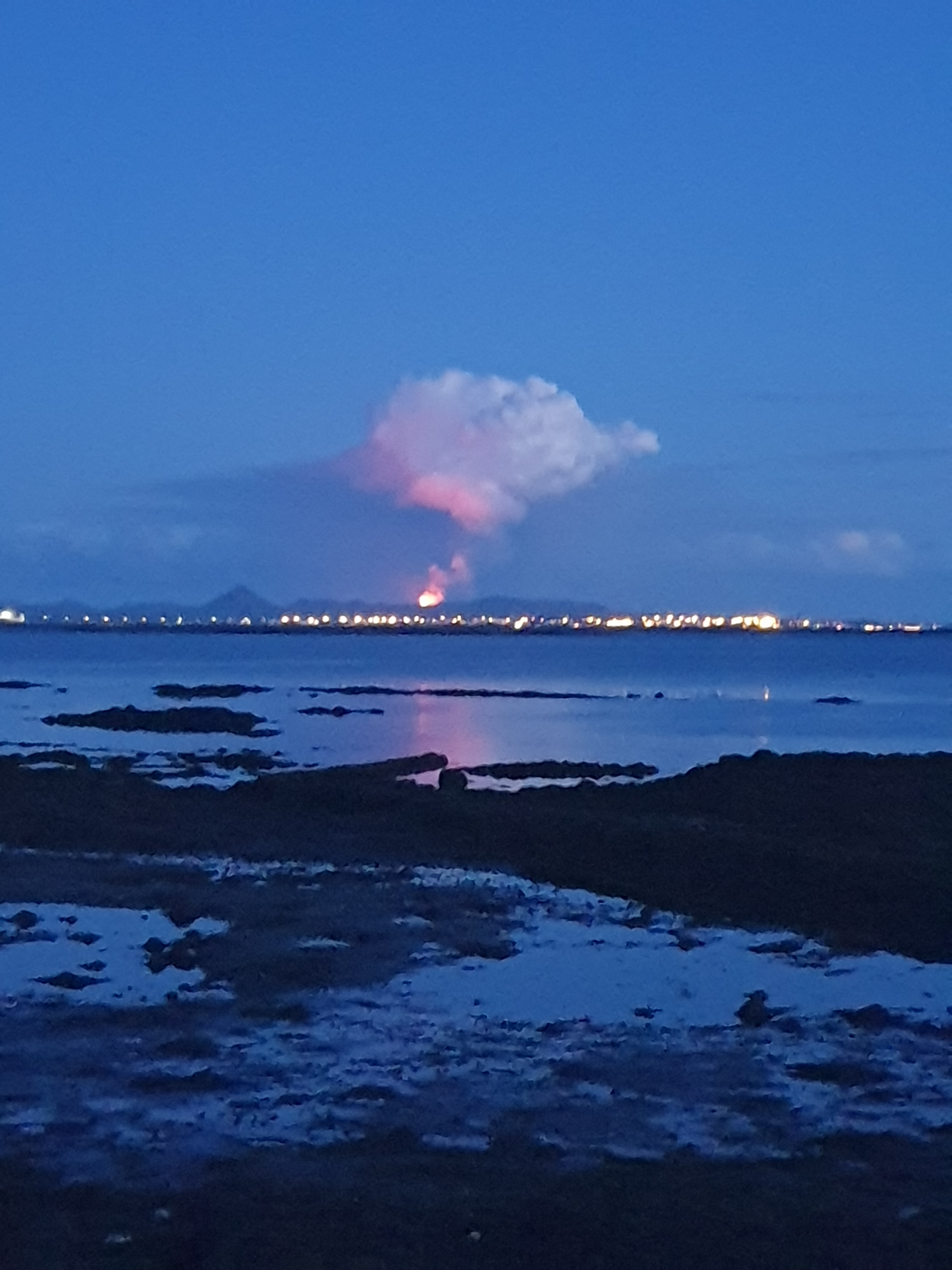
Widok erupcji z Reykjavíku w maju 2021 roku

Do poprzedniej erupcji w tym systemie wulkanicznym doszło w XII wieku. Inne źródła podają 1340 rok.
Erupcję w marcu 2021 roku poprzedziła znacząca aktywność sejsmiczna od grudnia 2019 roku. Część wstrząsów osiągnęła magnitudę powyżej 5, m.in. 20 października 2020, 24 lutego 2021 oraz 7 marca 2021.
Pierwszy wypływ lawy nastąpił 19 marca 2021 roku w środkowej części masywu, w bezodpływowej dolinie Geldingadalir. Lawa zaczęła wydobywać się ze szczeliny o długości 200 m z wydajnością około 5-7 m³/s. W jej składzie stwierdzono wysoką zawartość MgO, co oznaczało, że magma docierała na powierzchnię z głębokości około 17-20 km. Na tej podstawie przewidywano, że wskutek erupcji może powstać wulkan tarczowy.
5 kwietnia około 700 m na północny wschód od pierwszego krateru pojawiły się dwie nowe szczeliny wulkaniczne o łącznej długości około 200 m, z których lawa zaczęła spływać do sąsiedniej doliny Meradalir. W nocy z 6 na 7 kwietnia lawa zaczęła się wydobywać z trzeciego miejsca położonego między dwoma wcześniejszymi miejscami wypływu lawy. 10 kwietnia – z kolejnego, czwartego, miejsca między kraterem drugim i trzecim. Kolejne szczeliny (piąta i szósta) otworzyły się 13 kwietnia. Wypływy lawy następują na odcinku o łącznej długości około 900 m. W drugiej połowie kwietnia wypływy lawy w północnej części ustały. Do 12 kwietnia pole lawowe osiągnęło powierzchnię 0,75 km², a 21 kwietnia, po miesiącu erupcji, 1 km². W tym czasie średni wypływ lawy osiągnął średnią wydajność rzędu 5,6 m³/s. Pod tym względem erupcję tę można zaliczyć do niewielkich w porównaniu z innym wybuchami wulkanów na wyspie.
Od 26 kwietnia odnotowano zwiększoną aktywność w jednym z południowych kraterów (nr 5), w którym skoncentrował się wypływ lawy, podczas gdy pozostałe przestały wykazywać aktywność. Zaobserwowano wówczas fontanny lawy o wysokości około 50 m w porównaniu do 10–15 m wcześniej. Od 2 maja wypływ z tego krateru przyjął formę pulsacyjną – 8-12 minut aktywności, 1-2 minut przerwy. W fazie aktywnej fontanny lawy osiągały wysokość 100-150 m. Niektóre wyrzuty lawy oceniane były na 300 m wysokości, a 5 maja nawet ponad 450 m. Były one widoczne z Reykjavíku. 3 maja pole lawowe zajmowało powierzchnię 1,41 km², a 10 maja 1,78 km². W tym okresie nastąpiło zwiększenie wydajności wypływu lawy do 12,9 m³/s. Taki wzrost aktywności uznano za nietypowy w porównaniu z wcześniejszymi wybuchami tego rodzaju wulkanów na Islandii, kiedy to największa wydajność obserwowana była z reguły na początku erupcji.
W połowie maja podjęto próbę zatrzymania potoku lawy poprzez usypanie dwóch wałów ziemnych o wysokości 4 m, następnie podwyższonych do 8 m. Miały one powstrzymać spływ lawy do doliny Nátthagi, a potem dalej w kierunku wybrzeża i drogi nr 427 (Suðurstrandarvegur) z Grindavík do Þorlákshöfn. 22 maja lawa pokonała jednak jedno z umocnień. 18 maja lawa zajmowała powierzchnię 2,06 km².
Od końca czerwca wylewy lawy były już mniej regularne z krótszymi lub dłuższymi przerwami w aktywności. Ostatecznie erupcja zakończyła się 18 września 2021 po blisko 6 miesiącach aktywności. Objętość lawy z tej erupcji wyniosła 151 mln m³, a pole lawowe pokryło obszar 4,8 km².

## Erupcje w 2022 i 2023 roku
Kolejne erupcje w masywie Fagradalsfjall, już o mniejszej intensywności, miały miejsce w sierpniu 2022 oraz w lipcu-sierpniu 2023 na północ od pierwszej erupcji.

### Turystyka
Ze względu na stosunkowo spokojny przebieg erupcji, stała się ona atrakcją turystyczną, przyciągając odwiedzających m.in. z położonego około 30 km na północny wschód regionu stołecznego. Do miejsca erupcji wyznaczono dwa szlaki rozpoczynające się od drogi numer 427. Zagrożenie dla ludzi stanowią jednak gazy wulkaniczne, które gromadzą się w zagłębieniach terenu, zwłaszcza przy słabym wietrze. Ze względu na możliwość niespodziewanego otwarcie kolejnych szczelin wyznaczono strefę zagrożenia wokół istniejących miejsc wypływu lawy i na ich przedłużeniu. Z podwyższoną aktywnością wulkanu od początku maja związane jest większe ryzyko upadku bomb wulkanicznych w promieniu kilkuset metrów od aktywnego krateru.
Erupcję można obserwować na żywo za pośrednictwem kamer ustawionych m.in. przez islandzką telewizję publiczną RÚV oraz główny islandzki dziennik Morgunblaðið.